# Оскулирующая орбита
Оскулирующая орбита объекта в пространстве (в заданный момент времени) — гравитационная кеплерова орбита (то есть эллипс или другое сечение конуса) относительно центрального тела, которую этот объект (в соответствии с его фактическим положением и скоростью в заданный момент времени) имел бы при отсутствии в дальнейшем каких-либо возмущений (связанных с несферичностью центрального тела, гравитационным воздействием третьих тел, либо силами негравитационной природы).
Термин используется в астрономии и в астродинамике.

## Уравнения небесной механики в оскулирующих элементах
- {\displaystyle {\frac {d\Omega }{dt}}=F_{3}{\frac {r}{\sqrt {\mu p}}}{\frac {\sin {u}}{\sin {i}}}}
- {\displaystyle {\frac {di}{dt}}=F_{3}{\frac {r}{\sqrt {\mu p}}}\cos {u}}
- {\displaystyle {\frac {dp}{dt}}=2F_{2}r{\frac {p}{\mu }}}
- {\displaystyle {\frac {d\omega }{dt}}={\frac {1}{e}}{\sqrt {\frac {p}{\mu }}}}{\displaystyle \left[-F_{1}\cos {\nu }+F_{2}\left(1+{\frac {r}{p}}\right)\sin {\nu }-F_{3}e{\frac {r}{p}}ctgi\sin {u}\right]}
- {\displaystyle {\frac {de}{dt}}={\sqrt {\frac {p}{\mu }}}\left(F_{1}\sin {\nu }+F_{2}\left[\left(1+{\frac {r}{p}}\right)\cos {\nu }+e{\frac {r}{p}}\right]\right)}
- {\displaystyle {\frac {d\nu }{dt}}={\frac {\sqrt {\mu p}}{r^{2}}}+{\frac {1}{e}}{\sqrt {\frac {p}{\mu }}}\left[F_{1}\cos {\nu }-\left(1+{\frac {r}{p}}\right)\sin {\nu }\right]}